# All I Have to Give
Singles par Backstreet Boys (en dehors des É.-U.)
As Long as You Love Me
(1997) I Want It That Way
(1999)
Singles par Backstreet Boys (É.-U.)
I'll Never Break Your Heart
(1998) I Want It That Way
(1999)
Clip vidéo
[vidéo] « All I Have to Give », sur YouTube
All I Have to Give est une chanson du boys band américain Backstreet Boys. En dehors des États-Unis, elle faisait partie de leur deuxième album studio Backstreet's Back (1997). Aux États-Unis, elle faisait partie de leur premier album américain Backstreet Boys (1997; à ne pas confondre avec l'album Backstreet Boys, sorti en 1996 partout sauf les États-Unis).
En 1998, la chanson a été publiée en single (en Europe en janvier ou février 1998 et aux États-Unis en décembre 1998 ou janvier 1999). C'était le troisième et dernier single tiré de l'album international Backstreet's Back (après Everybody (Backstreet's Back) et As Long as You Love Me) et le sixième et dernier single tiré de l'album américain Backstreet Boys (après We've Got It Goin' On, Quit Playing Games (with My Heart), As Long as You Love Me, Everybody (Backstreet's Back) et I'll Never Break Your Heart).
Au Royaume-Uni, la chanson a débuté à la 2e place du hit-parade des singles pour la semaine du 8 au 14 février 1998. Elle a également atteint le top 10 dans plusieurs autres pays, y compris l'Allemagne, l'Autriche, la Suisse, les Pays-Bas, la Suède, la Finlande, l'Australie et la Nouvelle-Zélande.
Aux États-Unis, la chanson a débuté à la 57e place du Hot 100 de Billboard pour la semaine du 30 janvier 1999 et atteint la 5e place dans la semaine du 6 février.